# Luc Viudès
Luc Viudès (* 31. Januar 1956 in Perrégaux, Algerien) ist ein ehemaliger französischer Kugelstoßer.
Bei den Leichtathletik-Halleneuropameisterschaften 1981 in Grenoble gewann er Silber, und bei den Leichtathletik-Europameisterschaften 1982 in Athen scheiterte er in der Qualifikation. 1989 siegte er bei den Spielen der Frankophonie.
1991 holte er Bronze bei den Mittelmeerspielen und schied bei den Leichtathletik-Weltmeisterschaften in Tokio in der Qualifikation aus.
13 mal wurde er französischer Meister im Freien (1979, 1981, 1982, 1984–1993) und sechsmal in der Halle (1981, 1984, 1988, 1990, 1992, 1993).

## Persönliche Bestleistungen
- Kugelstoßen: 19,84 m, 12. Juli 1986, Joinville-le-Pont
  - Halle: 19,41 m, 22. Februar 1981, Grenoble